# Rebecca Lukens
Rebecca Lukens, född 1794, död 1854, var en amerikansk direktör. Hon var verkställande direktör för Lukens Steel Company 1824-1847 och har kallats USA:s första kvinnliga VD. 